# We Don’t Care
We Don't Care - to singel z trzeciego albumu Freedom senegalskiego rapera Akona. Odniósł słabe wyniki na notowaniach listy przebojów. Zadebiutował na #61 pozycji w UK Singles Chart i #35 w UK R&B Chart.

## Lista utworów
Digital download
1. "We Don't Care" (Video Version) - 3:53

Promotional CD single
1. "We Don't Care" (Radio Edit) - 3:20
2. "We Don't Care" (Album Version) - 4:16

## Pozycje
| Lista (2009)                  | Najwyższa pozycja |
| ----------------------------- | ----------------- |
| ARIA Australian Singles Chart | 91                |
| UK Singles Chart              | 61                |
| UK R&B Chart                  | 35                |